# 진주기계공업고등학교
진주기계공업고등학교(晋州機械工業高等學校)는 대한민국 경상남도 진주시 상평동에 있는 공립 고등학교이다.

## 학교 연혁
- 1962년 3월 27일 : 경남실업고등학교 설립 인가
- 1963년 11월 3일 : 진주공업고등학교로 교명 변경
- 1977년 11월 30일 : 진주기계공업고등학교로 교명 변경
- 1978년 9월 14일 : 특수목적고등학교 지정
- 1978년 10월 30일 : 학칙 변경(정밀기계과 6, 배관용접과 2, 전기과 2, 금속과 1, 방직과 1학급)
- 1994년 8월 22일 : 공동실습소(기계금속) 설치
- 2009년 5월 8일 : 신축 교사 준공
- 2012년 3월 1일 : 공동실습소(전기전자통신) 추가 설치
- 2012년 7월 2일 : 거점 특성화고 지정 및 학칙변경(기계과 4, 전자기계과 2, 전기과 2, 건설과 1)
- 2013년 3월 1일 : 거점 특성화고 운영
- 2013년 11월 15일 : 기숙사 신축 개관
- 2020년 3월 1일 : 특성화고 혁신지원사업 운영
- 2020년 7월 14일 : 학칙변경(항공기계과 2, 기계과 2, 건설과 1, 전자기계과 2, 전기과 2)
- 2023년 2월 10일 : 제60회 졸업식(졸업생 167명) 총 22,134명
- 2023년 3월 2일 : 제23대 박정희 교장 취임
- 2023년 3월 2일 : 2023학년도 입학(신입생 181명)

## 설치 학과
- 기계과
- 전기과
- 전자기계과
- 항공기계과
- 건설과

## 참고 자료
- 진주기계공업고등학교 - 한국교육학술정보원 학교알리미